# Nybro glasbruk
Nybro glasbruk, Nybro Crystal Sweden, är ett svenskt glasbruk som grundades 1935 i Nybro. Efter att ha drivits som familjeföretag i tre generationer begärdes företaget i konkurs 2007 med hänvisning till exportmarknaden sjunkit. Företaget togs då över av ett antal anställda. Ledarskapet för bolaget delas av Åke Ernstsson och Johan Lindgren. Fram till konkursen bedrev man egen glasblåsning, men inledningsvis startade de nya ägarna inte någon egen produktion, främst på grund av att glasugnen (vannan) bedömdes vara i för dåligt skick. Istället fokuserade man på att köpa glas från andra bruk och enbart stå för efterbearbetning och försäljning.

## Formgivare
Nybro glasbruk har ett antal formgivare knutna till sin produktion:
- Anders Lindblom
- Cecilia Persson
- Jon Eliason
- Jöran Axelsson
- Maria Branzell
- Paul Isling
- Peter Nilsson
- Tord Kjellström
- Maria Kariis